# The Heavy Entertainment Show
The Heavy Entertainment Show — одинадцятий студійний альбом британського виконавця Роббі Вільямса, представлений 4 листопада 2016 на лейблі Columbia Records.

## Про альбом
Перші повідомлення про вихід нового альбому з'явились у травні 2016 року, а офіційний анонс відбувся 25 вересня 2016. В цей же день заголовна пісня «Heavy Entertainment Show» стала доступною в iTunes Store. 30 вересня 2016 Роббі Вільямс представив перший офіційний сингл «Party Like a Russian» та відео на цю композицію. Ще один сингл, «Love My Life», було оприлюднено 20 жовтня 2016. Співавторами композицій альбому стали такі музиканти як Ед Ширан, Гай Чамберс, Руф Вайнрайт, Джон Грант, The Killers і Стюарт Прайс.

## Список композицій
| Стандартне виданни | Стандартне виданни             | Стандартне виданни |
| #                  | Назва                          | Тривалість         |
| ------------------ | ------------------------------ | ------------------ |
| 1.                 | «The Heavy Entertainment Show» | 3:22               |
| 2.                 | «Party Like a Russian»         | 3:02               |
| 3.                 | «Mixed Signals»                | 3:58               |
| 4.                 | «Love My Life»                 | 3:28               |
| 5.                 | «Motherfucker»                 | 4:17               |
| 6.                 | «Bruce Lee»                    | 3:13               |
| 7.                 | «Sensitive»                    | 3:16               |
| 8.                 | «David's Song»                 | 4:14               |
| 9.                 | «Pretty Woman»                 | 2:55               |
| 10.                | «Hotel Crazy»                  | 4:25               |
| 11.                | «Sensational»                  | 3:47               |

| Deluxe видання | Deluxe видання             | Deluxe видання |
| #              | Назва                      | Тривалість     |
| -------------- | -------------------------- | -------------- |
| 12.            | «When You Know»            | 4:20           |
| 13.            | «Time on Earth»            | 4:51           |
| 14.            | «I Don't Want to Hurt You» | 4:18           |
| 15.            | «Best Intentions»          | 3:44           |
| 16.            | «Marry Me»                 | 3:53           |